# 플랜테이션

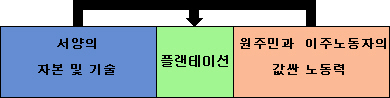
플랜테이션은 서양의 자본, 기술과 원주민의 값싼 노동력을 기반으로 이루어진다.

플랜테이션(Plantation)은 환금 작물(cash crop)을 전문으로 하는 대규모 상업적 농장이다. 주로 열대, 아열대 기후인 동남아시아와 아프리카 및 라틴아메리카에서 이루어지며, 보통 서양인이 가진 기술과 자본, 원주민의 값싼 노동력, 좋은 농지로 이루어지는 농업이다. 주로 단일경작을 하며, 기업 위주 농업이다. 재배되는 것으로는 고무나무, 담배, 목화, 사탕수수, 삼, 차, 카카오, 커피 등이 있다. 최근에는 대규모 기업위주의 단일경작 농업보다 소규모 개인 다각경영이 주를 이루고 있다.

## 산림 플랜테이션
2000년대 기준으로, 세계의 전체 산림 면적은 약 39억 헥타르이며, 그 중 5%는 산림 플랜테이션(재배)이라는 보고가 존재한다. 1990년대 동안, 산림 재배 면적이 총 약 310만 헥타르가 증가했으며, 1980년~1995년 간에 선진국 및 개발도상국에서 거의 두 배 비슷함에 가까이 증가했다. 1995년에는 1억 6천만 헥타르에서 1억 8천만 헥타르로 증가했고, 대부분의 개발도상국들은 1995년에서 2010년 안에 산림 재배 지역을 두 배 더 늘리기로 계획했다. 이 계획을 통해 산림 관리와 나무 재배 등이 개선될 전망으로 여겨진다. 2000년는 1억8천7백만 헥타르의 산림 플랜테이션이 아시아에 있는 것으로 추정되었고, 새로운 약 3백만 헥타르의 성공적인 산림은 아시아와 남아메리카가 89%를 차지하고 있는 것으로 밝혀졌다. 전세계에서, 산림 재배지의 절반은 사실상 산업에 쓰일 것이다. 플랜테이션 숲은 자연 숲의 벌목을 낮출 전망이 존재하게 하더라도, 1999년 12월, 프랑스의 유사한 종의 나무들끼리 모인 플랜테이션 숲에서 일어난 폭풍에서 기존의 자연 숲보다 피해를 덜 끼쳤고, 이는 자연 숲이 플랜테이션 숲으로 대체되어버릴 수도 있다는 단점을 보여준다. 이를 해결하기 위한 방법으로 나무 다양화가 있는데, 나무가 다양해지면 질병, 해충, 화재 등을 감소시키고 토양 영양소 순환 개선, 서식지 다양화, 시장 보안 강화 등의 장점이 생길 수 있다. 일부 국가에서는 이미 산업 목재 공급의 거의 대부분을 산림 플랜테이션이 차지하고 있다.

## 역사
18세기 이후 서양인들이 새로운 항로를 개척하며 진출해 나가기 시작했다. 그리고 에스파냐를 중심으로 라틴아메리카를 식민지로 만들고, 산업혁명 이후 강대국 및 종주국들이 동남아시아와 아프리카까지 식민지로 만들면서 많은 물품을 빼앗아 간다. 그러면서 향신료와 담배 등을 얻기 위해 자본과 기술, 값싼 노동력을 활용하게 되는 것이 시초이다. 그 후 강대국의 지배를 받으며 충운기후와 강대국의 자본, 원주민의 노동력으로 인하여 플랜테이션 농업이 시작되었다.
세계 대전 이후 식민지였던 국가들이 자치를 획득해 나가고 독립을 이루어 냈으나, 자본과 기술, 값싼 노동력을 활용한 농업이 계속 이루어지면서 오늘날에 이르게 되었다. 예를 들어, 1960년대에 미국과 일본이 필리핀에 세운 바나나 농장의 경우가 존재한다.

## 같이 보기
- 미국의 노예 제도